# Bisetocreagris lampra
Bisetocreagris lampra är en spindeldjursart som först beskrevs av Chamberlin 1930.  Bisetocreagris lampra ingår i släktet Bisetocreagris och familjen helplåtklokrypare. Inga underarter finns listade.